# Mott MacDonald
Mott MacDonald Group er en britisk ingeniør- og konsulentvirksomhed. De har over 18.000 ansatte i 150 lande. Virksomheden er medarbejderejet og målrettet bygge- og anlægssektoren.
Mott MacDonald blev etableret i 1989 ved en fusion mellem Mott, Hay and Anderson og Sir M MacDonald & Partners. Mott, Hay and Anderson var en transportingeniørvirksomhed, der var ansvarlig for projekter som London Underground. Sir M MacDonald & Partners var en vandingeniørvirksomhed og var involveret i Aswan Dam-projektet.